# Dilophus clavicornus
Dilophus clavicornus är en tvåvingeart som beskrevs av Skartveit och Moises Kaplan 1996. Dilophus clavicornus ingår i släktet Dilophus och familjen hårmyggor.
Artens utbredningsområde är Israel. Inga underarter finns listade i Catalogue of Life.